# بنية الحمض النووي

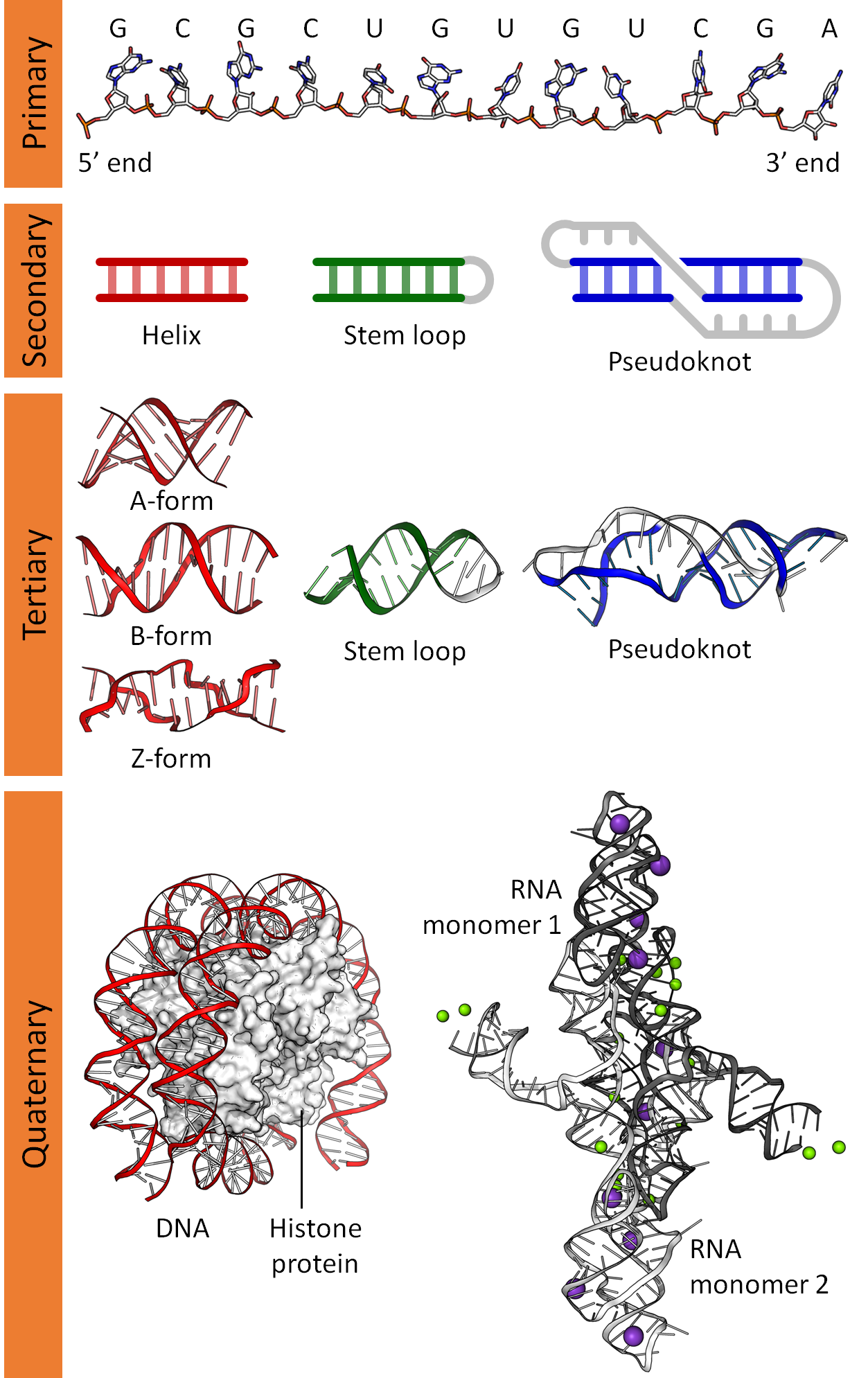
البنى (الأولية والثانوي والثالثية والرابعية) باستخدام لوالب الدنا وأمثلة من الريبوزيم VS والتيلوميراز والجسيم النووي.

بنية الحمض النووي (بالإنجليزية: Nucleic acid structure)‏ هي البنية التي تتخذها الأحماض النووية مثل الدنا والرنا. كيميائيا بنية الدنا والرنا متماثلتان جدا وتنقسم إلى أربع مستويات مختلفة: أولية وثانوية وثالثية ورابعية.

## بنية أولية
البنية الأولية عبارة عن تسلسل خطي لنوكليوتيدات مرتبطة معا بروابط فوسفات ثنائية الإستر. تتكون النوكليوتيدات من ثلاث مكونات:
- قواعد آزوتية وهي : الأدينين، الغوانين، السايتوسين، الثايمين (في الدنا فقط)، اليوراسيل (في الرنا فقط).
- سكر كربوني خماسي حلقي يسمى ريبوز منقوص الأكسجين (ويتواجد في الدنا) والريبوز (يتواجد في الرنا).
- مجموعة فوسفات أو أكثر.[1]

القاعدتين أدينين وغوانين هي بيورينات وتشكل رابطة غليكوسيدية بين ذرة النيتروجين 9 الخاصة بها وهيدروكسيل OH- ذرة الكربون 1' الخاصة بالريبوز منقوص الأكسجين. السايتوسين والثايمين واليوراسيل هي بيريميدينات وتشكل رابطة غليكوسيدية بين ذرة النيتروجين 1 الخاصة بها وهيدروكسيل OH- ذرة الكربون 1' الخاصة بالريبوز منقوص الأكسجين. مع كلا البيورينات والبيريميدينات، تشكل مجموعة الفوسفات رابطة مع الريبوز منقوص الأكسجين عبر رابطة إستر بين أحد ذرات الأكسجين سالبة الشحنة وهيدروكسيل OH- ذرة الكربون 5' الخاصة بالسكر. تنشأ قطبية الدنا والرنا من ذرات الأكسجين والنيتروجين في العمود الفقري. تتشكل الأحماض النووية حين ترتبط النوكليوتيدات مع بعضها عبر روابط فوسفات ثنائية الإستر بين ذرتين الكربون 3' و5'.
تسلسل الحمض النووي هو ترتيب النوكليوتيدات في جزيئات الدنا والرنا والتي تحدد بمجموعة من الحروف كمثال: 5′-GACTAAG-3′، وتُكتب التسلسلات من النهاية 5' إلى النهاية 3'، يمكن للتسلسللات أن تكون مكملة لبعضها وهذا يعني أن كل قاعدة في تسلسل معين مكملة لتسلسل معاكس في الاتجاه، مثال على تسلسل مكمل لـ5′-AGCT-3′ هو 5′-TCGA-3′. الدنا مزدوج السلاسل والرنا مفرد السلسلة ويحتوى الدنا على كلا سلسلتي الاتجاه وسلسلة عكس الاتجاه، وعليه فالسلسلة المكملة ستكون سلسلة الاتجاه.